# جمهوری آذربایجان در المپیک تابستانی ۲۰۲۴
کاروان المپیکی جمهوری آذربایجان، یکی از کاروان‌های شرکت‌کننده در بازی‌های المپیک تابستانی ۲۰۲۴ بود. این دوره از بازی‌ها از ۲۶ ژوئیه تا ۱۱ اوت ۲۰۲۴ (۵ تا ۲۱ امرداد ۱۴۰۳ خورشیدی) به میزبانی پاریس، پایتخت فرانسه برگزار شد. این حضور، هشتمین حضور مستقل این کاروان در دوران پساشوروی بود. ورزشکاران این کاروان با کسب ۷ مدال شامل دو طلا (در جودو) دو نقره (در تکواندو و بوکس) و سه برنز ( در کشتی) در جایگاه سی‌ام رده‌بندی کلی این دوره از بازی‌ها قرار گرفتند.

## مدال‌آوران
| مدال | ورزشکار             | ورزش    | رویداد                 | تاریخ    |
| ---- | ------------------- | ------- | ---------------------- | -------- |
| طلا  | هدایت حیدروف        | جودو    | ۷۳ کیلوگرم مردان       | ۲۹ ژوئیه |
| طلا  | زلیم کوتسویف        | جودو    | ۱۰۰ کیلوگرم مردان      | ۱ اوت    |
| نقره | هاشم محمدوف         | تکواندو | ۵۸ کیلوگرم مردان       | ۷ اوت    |
| نقره | لورن آلفونسو        | بوکس    | سنگین‌وزن مردان         | ۹ اوت    |
| برنز | حسرت جعفروف         | کشتی    | ۶۷ کیلوگرم فرنگی مردان | ۸ اوت    |
| برنز | گئورگی مشویلدیشویلی | کشتی    | ۱۲۵ کیلوگرم آزاد مردان | ۱۰ اوت   |
| برنز | محمدخان محمدوف      | کشتی    | ۹۷ کیلوگرم آزاد مردان  | ۱۱ اوت   |

## شرکت‌کنندگان
ورزشکاران کاروان یادشده در ورزش‌های زیر به رقابت پرداختند.
| ورزش              | مردان | زنان | کل |
| ----------------- | ----- | ---- | -- |
| تیراندازی با کمان | ۰     | ۱    | ۱  |
| دو و میدانی       | ۰     | ۱    | ۱  |
| بدمینتون          | ۱     | ۱    | ۲  |
| بسکتبال           | ۰     | ۴    | ۴  |
| بوکس              | ۵     | ۰    | ۵  |
| شمشیربازی         | ۰     | ۱    | ۱  |
| ژیمناستیک         | ۰     | ۷    | ۷  |
| جودو              | ۷     | ۲    | ۹  |
| روئینگ            | ۰     | ۱    | ۱  |
| تیراندازی         | ۱     | ۰    | ۱  |
| شنا               | ۱     | ۱    | ۲  |
| تکواندو           | ۱     | ۰    | ۱  |
| سه‌گانه            | ۱     | ۰    | ۱  |
| کشتی              | ۱۱    | ۱    | ۱۲ |
| کل                | ۲۸    | ۲۰   | ۴۸ |